# ビッグ川 (オレゴン州)
ビッグ川（ビッグがわ、Big River）は、アメリカ合衆国オレゴン州西部を流れる全長約19kmの河川で、コロンビア川水系コーストフォークウィラメット川の支流である。ユージーンの南のカラプーヤ山岳地帯を流域としている。
ビッグ川は、レーン郡のコテージ・グローブ市から、南南東へ約32kmにある、ハックルベリー山の北西側、ダグラス郡北部に源を発します。レーン郡を北西に流れ、リトル川（リトルがわ、Little River）と、ウィラメット川のコースト支流を形成し、コテージ・グローブ市の南約24kmで合流します。